# Manipulační kolej Hládkov
Manipulační kolej Hládkov je jednokolejná tramvajová spojka vedoucí ulicí Hládkov v Praze 6-Hradčanech využívaná v pravidelném provozu tramvajovou linkou 23.

## Historie

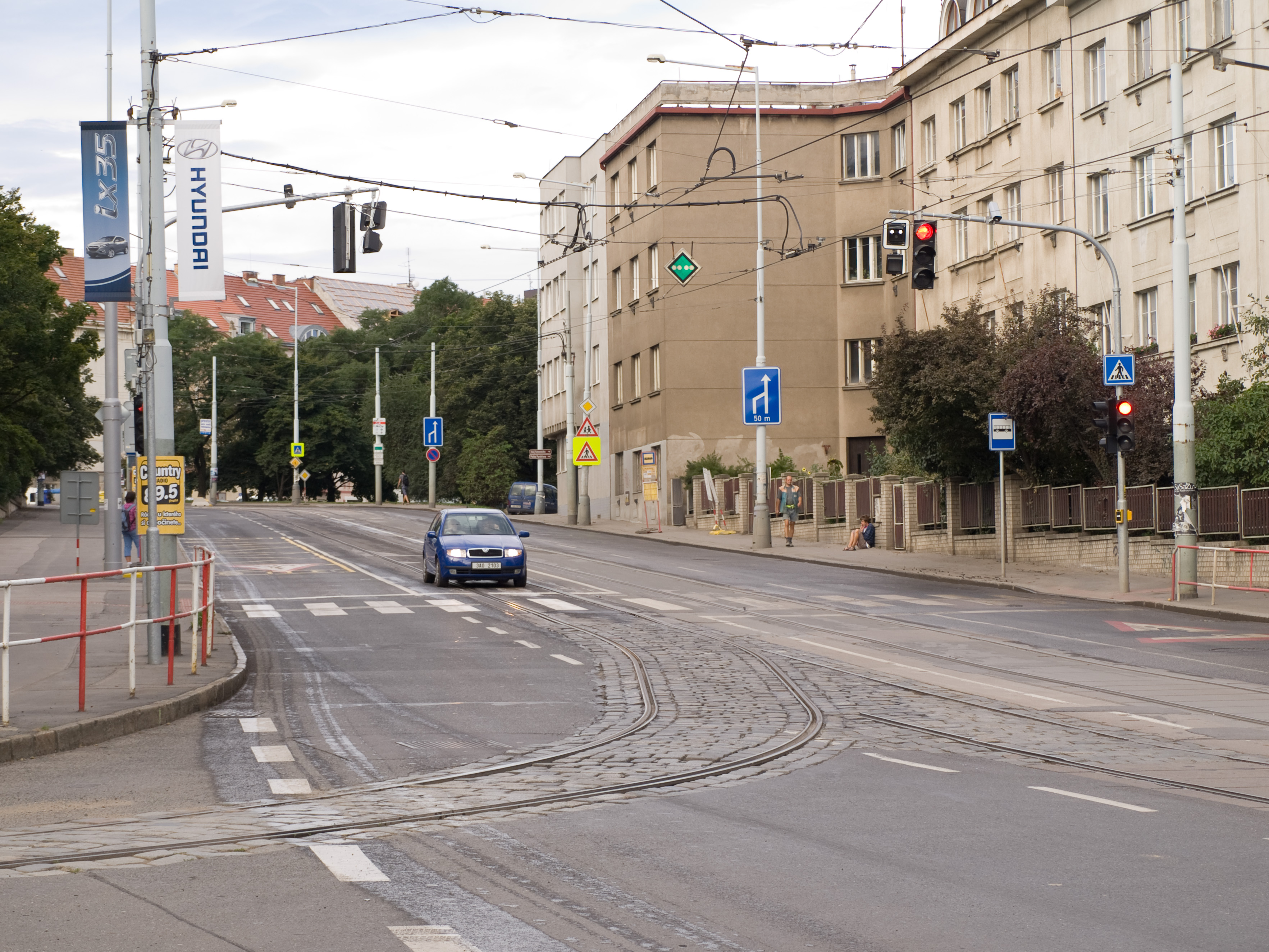
Trať se odpojuje z Myslbekovy ulice a pravotočivým obloukem vede do ulice Hládkov (pohled proti směru)

Spojovací kolej v ulici Hládkov o délce 175 metrů byla postavena kvůli všesokolskému sletu v roce 1926, po jeho ukončení byla využívána pouze sporadicky jako manipulační. Od 3. ledna 1927 do 31. července 1928 byla tudy vedena pravidelná linka 7. Dále byla využita při sokolských sletech v letech 1932, 1938 a naposled 1947, kdy byla upravena na délku 183 metrů a sloužila jako záložní smyčka.
Od té doby sloužila pouze příležitostným manipulačních jízdám či deponování vozu, pravidelný provoz je po manipulační koleji veden pouze při výlukách. V období výstavby tunelů Blanka byla trať obsluhována denní linkou 25, která nemohla být kvůli výluce tramvajové trati v Patočkově ulici způsobené výstavbou tunelů Blanka vedena ve své pravidelné trase.
Dne 19. dubna 2019 začala po manipulační koleji jezdit v pravidelném provozu nostalgická linka 23 (pouze ve směru do centra), pro kterou zde byla zřízena zastávka s názvem Hládkov (původně Myslbekova).

## Popis
Kolej je napojena z Myslbekovy ulice, z trati Dlabačov – Vozovna Střešovice. Původně se v těchto místech nacházela rozjezdová výhybka, která však byla v červenci roku 2010 dočasně snesena, neboť vzhledem k pokračující výstavbě tunelu Blanka bylo snesena i část trati k vozovně Střešovice, vedené ulicemi Myslbekova a Patočkova. Při kompletní rekonstrukci trati v úseku Malovanka - Vozovna Střešovice byla výhybka k manipulační koleji opět obnovena.
Trať vede 150 metrů dlouhým úsekem ulice Hládkov, na jejímž konci se levým obloukem na sjezdové výhybce spojuje s tratí Chotkovy sady – Bílá Hora. Trať je klasické stavby se zadlážděným svrškem a vzhledem ke konstrukci výhybek je jí možno projíždět pouze v uvedeném směru. Nachází se na ní nácestní zastávka Hládkov, za kterou je ve směru jízdy umístěn úsekový dělič (tzv. sekce).
Pro automobilovou dopravu je většina úseku ulice Hládkov jednosměrná v opačném směru, než jezdí tramvaje, pouze krátká část mezi ulicemi Myslbekovou a Morstadtovou je obousměrná.